# 元町 (大島町)

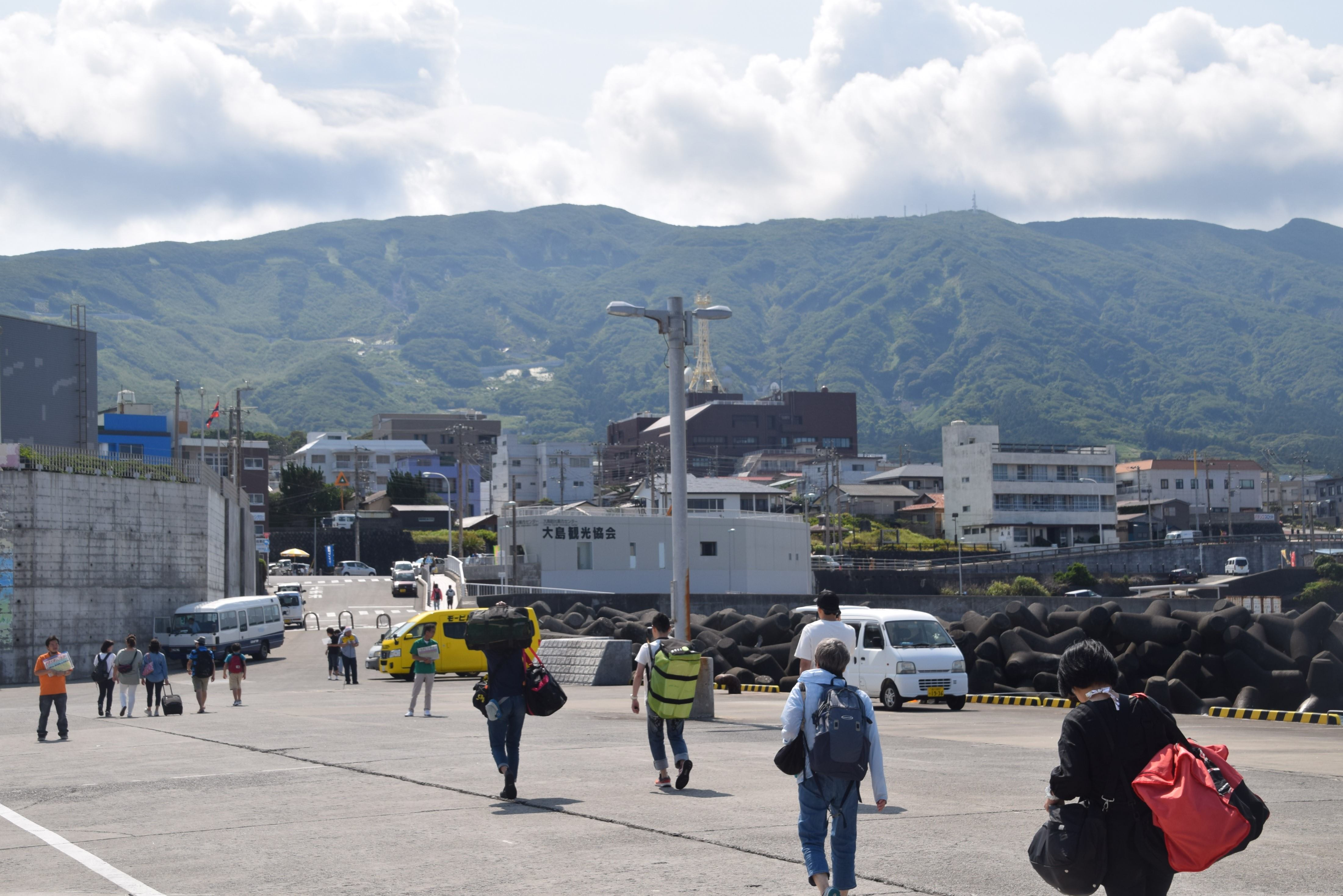
元町港から大島観光協会の前を通って元町の市街地へ

元町（もとまち）は東京都大島町の地名。郵便番号100-0101。

## 地理
伊豆大島西側の海岸部に位置する。大島町役場・大島支庁庁舎が所在する伊豆大島の中心集落・元町を中心とした地域であり、島の玄関口元町港・大島空港がある。北で岡田、東の三原山山腹の一点で泉津、南で野増と接する。
比較的市街地が密集して発達しており、「大島警察署前」交差点周辺、高層ホテル・警察署・携帯ショップ・銀行等が並び、伊豆・小笠原諸島の全域で最も都会的ともいえる風景が広がっている。

## 歴史
集落は1338年（延元3年）の噴火により流出した溶岩の上にある。
1955年（昭和30年）4月1日の伊豆大島内全村合併に伴い、元村から改称された。
1965年（昭和40年）1月11日～1月12日、当年の10大ニュースになった「大島大火」により、元町はほぼ全焼・壊滅したが、東京都の復興事業により区画整理がなされ、近代的な新しい町として復興を果たした。
1986年（昭和61年）11月21日 - 三原山が大噴火。元町を始め全島民一斉避難。流れた溶岩は元町の直前にまで迫った。

## 世帯数と人口
2017年（平成29年）1月1日現在の世帯数と人口は以下の通りである。
| 大字 | 世帯数    | 人口    |
| ---- | --------- | ------- |
| 元町 | 1,450世帯 | 2,531人 |

## 施設
- 東京都庁大島支庁
- 大島町役場
- 伊豆大島簡易裁判所
- 伊豆大島区検察庁
- 大島警察署
- 元町港
- 大島空港
- 大島郵便局
- 七島信用組合本店
- 東京都島しょ保健所大島出張所
- 大島医療センター(有床診療所)
- 大島町立つばき小学校
- 大島町立第一中学校
- 東京都立大島高等学校
- 大島藤倉学園
- 大島観光協会
- 愛らんどセンター御神山温泉
- 大島町郷土資料館
- 伊豆大島火山博物館